# CRAWL
『CRAWL』（クロール）は、日本のロックバンド ・ZIGGY の9枚目のオリジナル・アルバムである。

## 概要
- それまでのZIGGYのイメージとは異なる大胆なサウンドチェンジを行った為、しばしば問題作と言われることがある。従来のZIGGYサウンドは影を潜め、アルバムを通してグランジなどの影響を受けたダークな曲が多く、歌詞の世界観も退廃的である。

- ヴィジュアル面では前作の戸城憲夫に続き森重樹一も短髪になり、同時にメイクや衣装も落ち着いたものに変化していった。

- アルバムリリース後のツアーでは、4人時代の曲は1曲も演奏されず、新曲中心のセットリストであった。

## 収録曲
| 全作詞: 森重樹一。 |                                   |           |          |      |
| #                  | タイトル                          | 作詞      | 作曲     | 時間 |
| 1.                 | 「Guilty Vanity」                 | 森重樹一  | 戸城憲夫 | 5:02 |
| 2.                 | 「Love me madly,break me softly」 | 森重樹一  | 森重樹一 | 2:29 |
| 3.                 | 「"失速"-そのロジック」           | 森重樹一  | 森重樹一 | 3:49 |
| 4.                 | 「Back to Zero」                  | 森重樹一  | 戸城憲夫 | 3:57 |
| 5.                 | 「センチメンタリズムを憐れむ歌」  | 森重樹一  | 戸城憲夫 | 3:47 |
| 6.                 | 「Still so vain」                 | 森重樹一  | 森重樹一 | 4:25 |
| 7.                 | 「刹那の住人」                    | 森重樹一  | 森重樹一 | 4:11 |
| 8.                 | 「かざみどり (C.A.U.O)」          | 森重樹一  | 戸城憲夫 | 3:21 |
| 9.                 | 「裸の声は」                      | 森重樹一  | 戸城憲夫 | 3:15 |
| 10.                | 「彼女の美しき銃と僕の嘘」        | 森重樹一  | 戸城憲夫 | 3:24 |
| 11.                | 「Silent Eveを待ちながら」        | 森重樹一  | 森重樹一 | 4:32 |
| 12.                | 「To my regret〜CRAWL」           | 森重樹一  | 森重樹一 | 4:51 |
| 合計時間:          | 合計時間:                         | 合計時間: | 47:03    |      |